# Fuji T-1
Die Fuji T-1 war Japans erstes strahlgetriebene Schulflugzeug. Der Erstflug erfolgte im Januar 1958. Es wurden 66 Stück für die Japanischen Luftselbstverteidigungsstreitkräfte produziert.

## Entwicklung und Konstruktion
Fuji begann in den 1950er Jahren mit der Entwicklung eines mit einem Strahltriebwerk angetriebenen Fortgeschrittenenschulflugzeugs. Die Konstruktion lehnte sich stark an das US-Jagdflugzeug F-86 Sabre an, das in Japan, unter anderem von Fuji, in Lizenz gebaut wurde. Mit dieser Entwicklung wurde auch das Wiederaufleben der Japanischen Luftfahrtindustrie symbolisiert.
Der Prototyp wurde von einem Rolls-Royce Orpheus Turbojet 805 angetrieben und wurde ursprünglich als T1F1 bezeichnet.
Die ersten 46 Flugzeuge wurden mit dem Bristol-Siddeley- (später Rolls-Royce-) Orpheus-Turbojet-805-Triebwerk ausgestattet. Die letzten 20 wurden als T-1B bezeichnet und erhielten das im Inland produzierte Ishikawajima-Harima-J3-7B-Triebwerk mit höherer Leistung.
Die T-1 wurde ab 1960 in Dienst gestellt und zur Fortgeschrittenenschulung bis in die 1990er Jahre eingesetzt. Im März 2006 wurde die letzte Maschine außer Dienst gestellt.

## Militärische Nutzer

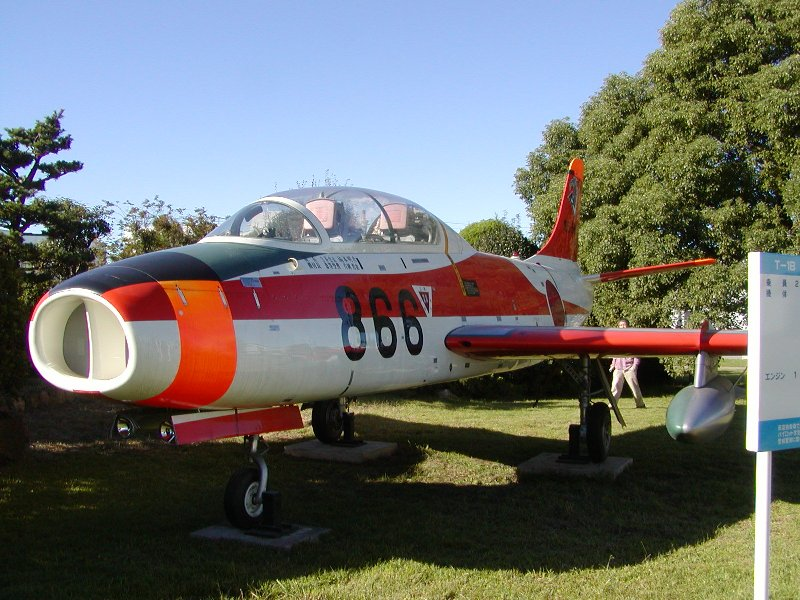
Fuji T-1B

Japan
Luftselbstverteidigungsstreitkräfte

## Technische Daten (T-1A)
| Kenngröße             | Daten |
| --------------------- | --- |
| Besatzung             | 2 |
| Länge                 | 12,12 m                                                                                                   |
| Spannweite            | 10,50 m                                                                                                   |
| Höhe                  | 4,08 m |
| Flügelfläche          | 22,22 m²                                                                                                  |
| Flügelstreckung       | 5,0 |
| Leermasse             | 2420 kg                                                                                                   |
| max. Startmasse       | 5000 kg                                                                                                   |
| Reisegeschwindigkeit  | 620 km/h                                                                                                  |
| Höchstgeschwindigkeit | 925 km/h                                                                                                  |
| Dienstgipfelhöhe      | 14.400 m                                                                                                  |
| Steigleistung         | 33 m/s |
| Reichweite            | 1300 km                                                                                                   |
| Triebwerk             | 1 × Rolls-Royce Orpheus Turbojet 805                                                                      |
| Bewaffnung            | 1 × Maschinenkanone Browning M53-2 (12,7 mm) im Bug 2 Aufhängepunkte für Bomben, Raketen oder Zusatztanks |